# Toho Gakuen School of Music
De Toho Gakuen School of Music (桐朋学園大学, Tōhō Gakuen Daigaku) is een privé-universiteit en conservatorium in Chofu, Tokio, Japan, die opgericht werd in 1948. 
Dit conservatorium is een van Japans meest prestigieuze Hoge scholen voor muziek. In 1948 werd gestart met een zogenoemde Junior School en naast deze zijn er intussen een child school, een High school en het College voor drama en muziek. Bekend is het conservatorium voor instrumentaal-studies (piano en strijkers) en opleiding van dirigenten. 

## Voormalige en tegenwoordige leraren
- Michio Mamiya
- Fumio Tamura
- Akio Yashiro

## Voormalige studenten
- Keiko Abe, componiste en wereldbekend marimbabespeelster.
- Kentaro Haneda, componist en pianist
- Nobuko Imai, violist
- Yukie Nishimura, pianist
- Eiji Oue, dirigent
- Seiji Ozawa, dirigent
- Akiko Suwanai, violist
- Yuji Takahashi, componist en pianist
- Chisako Takashima (Japans: 高嶋ちさ子 Takashima Chisako), violist
- Romi Park, seiyu